# Абвер
Абвер (на немски: Abwehr, от Auslandnachrichten- und Abwehramt) е военното разузнаване и контраразузнаване на Германия в периода 1920 – 1945 г.
Създаден е през 1919 г. от правителството на Ваймарската република. Тъй като според условията на Версайския договор на Германия е забранено да има разузнавателни служби, на Абвера формално са възлагани функции на контраразузнаване във въоръжените сили. В действителност Абверът осъществява разузнавателна дейност против СССР, Полша, Чехословакия, Франция, Великобритания и други страни.
През 1935 г. е оглавен от вицеадмирал Вилхелм Канарис. През 1938 г. е реорганизиран в Управление за разузнаване и контраразузнаване на Върховното главно командване на Въоръжените сили на Германия.
През 1944 г., във връзка с неуспехите в дейностите против СССР, Абверът е разформиран, а неговите отдели влизат в състава на Главното управление по имперска безопасност, подчинено пряко на Хайнрих Химлер.

## Сфера на интереси
- Страни, представляващи основен интерес: Франция, Чехословакия, Полша, Великобритания, СССР, Испания;
- по-слаб интерес: Белгия, Швейцария, Югославия, Румъния, САЩ;
- страни, в които разузнавателната дейност е забранена: Австрия, Италия, Унгария, Япония, Естония, България.